# アジア通貨単位

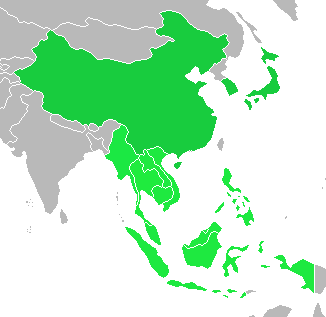
ACUの設定されたASEAN+3の範囲

アジア通貨単位（アジアつうかたんい）とは、アジア通貨（ASEAN10か国＋中国、日本、韓国）の加重平均値を示す尺度。

## 概要
アジア開発銀行 (ADB)で開発されていたものは、英語で「Asian Currency Unit」と書くことから、略してACU（アキュ）とも呼ばれる。また、経済産業研究所（RIETI）が提案したAsian Monetary Unit(AMU)と呼ばれるものも存在する。
ACUは各国の経済（GDP、貿易量など）の比重に基づき各々の通貨が一定の比率で合成された、計算上の共通通貨。1997年のアジア通貨危機が発端で、2002年のアジア欧州会合において日本の国際通貨研究所により提唱された。2006年5月のASEAN+3財相会議でACUの研究が決定され、2007年3月からADBより公表が行われる予定であったが、発表は見送られた。
経済産業研究所（RIETI）では、AMUと呼ばれるアジア通貨単位を考案し、公表している。これはASEAN+3で行われるサーベイランス（各国の経済政策運営状況の健全性を相互に調査すること）における新たな基準（乖離指標）として提案されたものである。しかし、AMUはもともと欧州通貨単位(ECU)を参考にしたものであり、将来的にはECUのような役割を持つことも期待されている。
現在アジアでは、ドル安に従い通貨価値の上昇する円、バーツと、ドルペッグのため価値の下落する人民元などが並存しており、これにより域内での通貨摩擦が生じている。各国通貨と、バスケット方式により算出されたACUあるいはAMUとの乖離状況を指標として示すことにより利上げ・利下げを行い、通貨の均衡を維持するというものである。参加国が相互に監視をする事で、特定国の通貨切下げ競争を防ぐ事ができ、域内貿易の為替リスクを軽減させ、レートを安定させられる。また、米ドルやユーロとアジア通貨との変動要因・変動幅の研究にも役立つ。 
香港、台湾の加入も検討されており、将来的には、欧州連合のユーロのように東アジア共同体で使う共通通貨の基礎としても期待されている（渡辺他 2006）。

## ECUとの比較
| 出来事             | アジア         | 欧州                         |
| ------------------ | -------------- | ---------------------------- |
| 共同体の発足       | -              | EEC: 1957年3月 EC: 1967年7月 |
| 計算単位の公表     | -              | EUA: 1975年4月               |
| 通貨制度の発足     | -              | EMS: 1979年3月               |
| 通貨単位の公表     | ACU: 2007年3月 | ECU: 1979年3月               |
| 中央銀行の発足     | -              | ECB: 1998年6月               |
| 経済通貨統合の完成 | -              | ユーロ: 1999年1月            |
| 共通通貨の流通     | -              | ユーロ: 2002年1月            |

アジア通貨単位はしばしば、ユーロの基礎となった欧州通貨単位 (ECU) と比較される。アジア通貨単位（ACUあるいはAMU）が設定されれば、アジア通貨建て債券の発行につながり、アジア債券市場とも相まって域内の金融協力が加速し、アジアにおいても共通通貨導入の議論が加速しそうだ。既に中国は人民銀行や中国世界経済研究所など各方面の幹部が共通通貨の検討を持ちかけるなど、積極的な姿勢を見せている。
しかし欧州の場合、1957年の欧州経済共同体 (EEC) 発足以来、2002年のユーロ導入に向けては45年もの長きに渡る準備・交渉期間を要した。欧州ではインフレ率など各種の厳しい条件を課したが、日本も含め、現在のアジアでこのような収束基準を満たす国は存在しない。また欧州に比べ域内各国の経済格差が大きく、当時のECUのように、自国通貨と通貨単位との連動幅を義務付ける事はかなりの困難を伴う。
通貨単位公表の準備に大きな役割を果たした河合正弘（東京大学社会科学研究所教授、アジア開発銀行総裁特別顧問・地域経済統合室長、元財務省副財務官）も「アジア通貨の旗を掲げる事によって、アジアの地域統合の終着点が明確になる」としている通り今後アジアの共通通貨論議が一層深まるのは間違いない情勢であるが、その方向性・実現性は未知数である。